# مارکوس لیویوس دروس لیبو

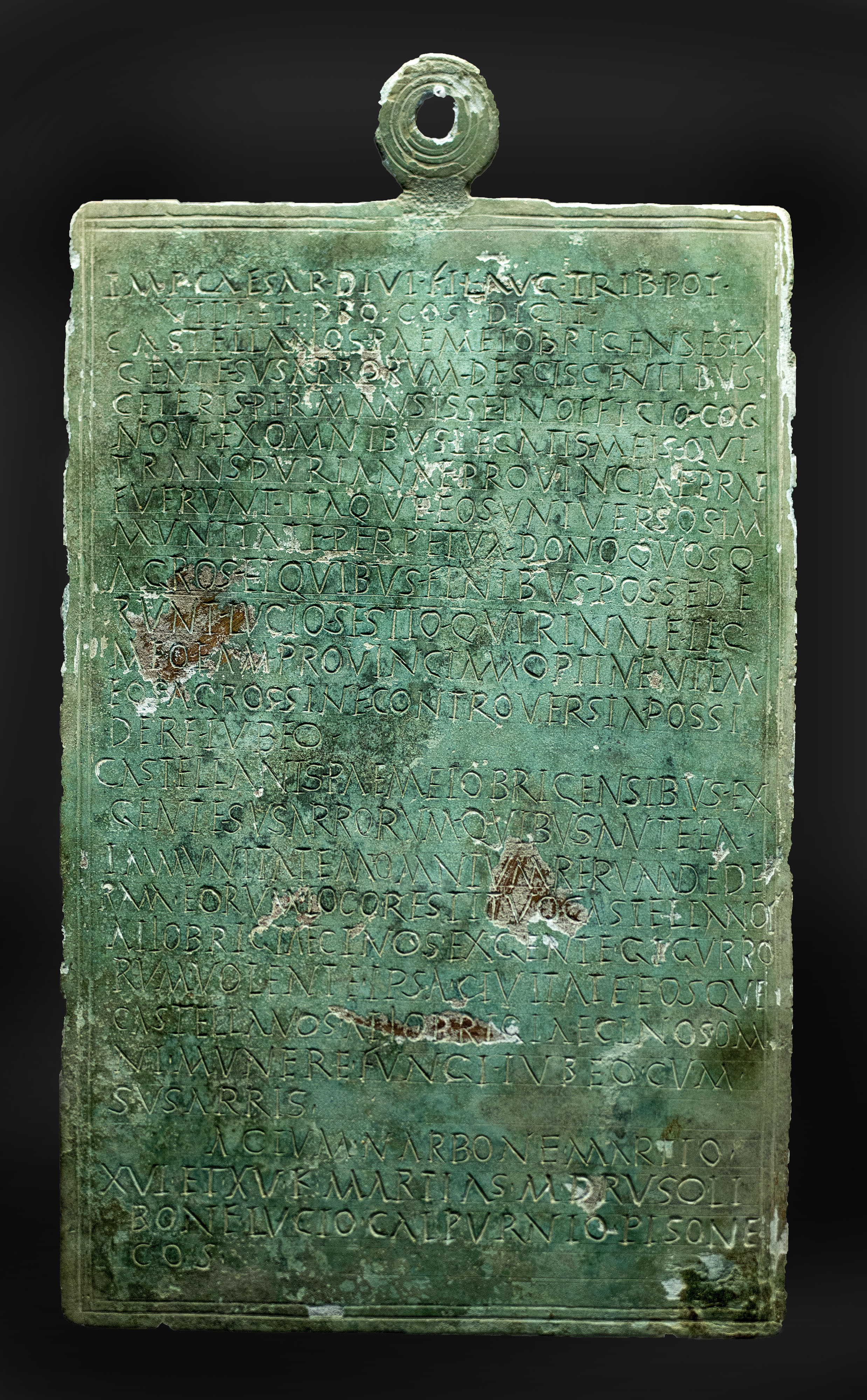
تاریخ آن در سال 15 است، در سال 1999 در بمبیبر پیدا شد و بر روی یک صفحه برنزی 25 x 15 سانتی متر حک شده است.

مارکوس لیویوس دروس لیبو (به انگلیسی: Marcus Livius Drusus Libo) کنسول روم باستان در اوایل امپراتوری روم بود. او پسر لوسیوس اسکریبونیوس لیبو و برادر خوانده امپراتورلیویا دروسیلا بود. عمه طبیعی پدری او اسکریبونیا (همسر آگوستوس)، همسر دوم آگوستوس بود، در نتیجه او پسر دائی ژولیای بزرگ بود.